# Heading for the East
Heading for the East è il quinto album dal vivo del gruppo musicale Gamma Ray, pubblicato il 25 settembre 2015.

## Descrizione
Si tratta della pubblicazione in formato CD del live video omonimo, registrato in Giappone durante il tour di supporto al disco d'esordio Heading for Tomorrow, l'11 novembre 1990.
Il disco è stato completamente rimasterizzato in studio e pubblicato nel 2015, e si inserisce nella serie di pubblicazioni che vanno sotto il nome di Anniversary Edition - 25 Years Of Heavy Metal From Hamburg, con la quale i Gamma Ray celebrano i 25 anni di attività.
La versione video è stata pubblicata per la prima volta nel 1990 in VHS e ripubblicato in DVD nel 2003; le riprese sono tratte dal concerto tenutosi allo Shibuya Kokaido Hall di Tokyo.
Il DVD non contiene materiale inedito, ma le stesse canzoni presenti nella versione CD del 2015.

## Tracce

### Album
Disco 1
1. Intro – 0:50 (musica: Kai Hansen)
2. Lust For Life – 6:45 (Kai Hansen)
3. Heaven Can Wait – 4:30 (Kai Hansen)
4. Space Eater – 5:15 (Kai Hansen)
5. Free Time – 6:00 (Ralf Sheepers)
6. Who Do You Think You Are? – 6:04 (testo: Kai Hansen – musica: Kai Hansen, Ralf Sheepers, Dirk Schlächter, Uwe Wessel, Uli Kusch)

Disco 2
1. The Silence – 6:51 (Kai Hansen)
2. Save Us – 6:42 (Kai Hansen)
3. I Want Out (brano degli Helloween tratto dall'album Keeper of the Seven Keys - Part II, 1988) – 5:26 (Kai Hansen)
4. Ride The Sky / Hold Your Ground (Ride The Sky è un brano degli Helloween tratto dall'album Walls of Jericho, 1985) – 6:17 (Kai Hansen)
5. Money – 4:18 (Kai Hansen)
6. Heading For Tomorrow – 24:04 (Kai Hansen)

### Video
1. Intro – 0:50 (musica: Kai Hansen)
2. Lust For Life – 6:45 (Kai Hansen)
3. Heaven Can Wait – 4:30 (Kai Hansen)
4. Space Eater – 5:15 (Kai Hansen)
5. Free Time – 6:00 (Ralf Sheepers)
6. Who Do You Think You Are? – 6:04 (testo: Kai Hansen – musica: Kai Hansen, Ralf Sheepers, Dirk Schlächter, Uwe Wessel, Uli Kusch)
7. The Silence – 6:51 (Kai Hansen)
8. Save Us – 6:42 (Kai Hansen)
9. I Want Out (brano degli Helloween tratto dall'album Keeper of the Seven Keys - Part II, 1988) – 5:26 (Kai Hansen)
10. Ride The Sky / Hold Your Ground (Ride The Sky è un brano degli Helloween tratto dall'album Walls of Jericho, 1985) – 6:17 (Kai Hansen)
11. Money – 4:18 (Kai Hansen)
12. Heading For Tomorrow – 24:04 (Kai Hansen)

## Formazione
- Ralf Scheepers - voce e chitarra
- Kai Hansen - voce e chitarra
- Dirk Schlächter - chitarra
- Uwe Wessel -  basso
- Uli Kusch - batteria

### Ospiti
- Jøm Ellerbrock - tastiere